# راکینگ دایک
راکینگ دایک (به انگلیسی: Ruckinge Dyke) رودخانه‌ای است که در انگلستان جریان دارد.